# José de Nebra
José Melchor Baltasar Gaspar Nebra Blasco (Calatayud, 6 gennaio 1702 – Madrid, 11 luglio 1768) è stato un compositore spagnolo.

## Biografia
Figlio di José Antonio Nebra Mezquita (1672-1748), organista della cattedrale di Cuenca e maestro del coro delle voci bianche dal 1711 al 1729, ricevette lezioni di musica da suo padre. Anche i suoi fratelli si dedicarono alla musica: Francisco Javier Nebra Blasco (1705-1741) fu organista nella cattedrale di Saragozza, e Joaquín Ignacio Nebra Blasco (1709-1782) fu anch'egli organista nella medesima chiesa fino alla morte, in seguito al trasferimento di Francisco Javier a Cuenca nel 1729.
José de Nebra divenne nel 1719 organista del Monastero de las Descalzas Reales di Madrid, mentre era maestro di cappella José de San Juan. Nel 1723 cominciò a comporre musica di scena per i teatri di Madrid. Nel 1724 Nebra fu nominato secondo organista della Cappella Reale, ma dopo la morte di Luigi I e il ritorno al trono di Filippo V, divenne soprannumerario. Nel 1751 fu nominato vicemaestro della Cappella Reale. Dal 1761 fu maestro di clavicembalo dell'infante don Gabriel.
Dopo l'incendio del Real Alcázar de Madrid del 1734, che segnò la perdita totale della collezione di musica sacra della Cappella Reale, si dedicò, insieme con Antonio de Literes, alla composizione. Divenne responsabile dell'Archivio di Musica della Cappella Reale, il cui patrimonio aumentò non solo con le opere di Nebra e di Literes, ma anche con le opere di Francesco Corselli, Maestro della Cappella Reale del tempo, José de Torres, Filippo Falconi, Alessandro Scarlatti, Leo, Sarro, Farantino.
Di Nebra si sono conservate più di centosettanta opere liturgiche: messe, salmi, litanie e uno Stabat Mater nell'Archivio Reale; compose varie cantate, più di una decina di villancicos e circa trenta composizioni per tastiera (organo e clavicembalo), ma la ricerca in diversi archivi procede con la scoperta di nuove partiture di José de Nebra.
Fra le sue opere migliori si ricordano un Requiem per la morte della regina Maria Barbara di Braganza e la sua musica di scena, scrisse anche una ventina di zarzuelas, fra cui Iphigenia en Tracia e Viento es la dicha de amor.

## Composizioni

### Opere liriche
- Amor aumenta el valor (3º atto), 1728
- Venus y Adonis, 1729
- Más gloria es triunfar de sí. Adriano en Siria, 1737
- No todo indicio es verdad y Alexandro en Asia, 1744
- Antes que zelos y amor, la piedad llama al valor y Achiles en Troya, 1747

### Zarzuelas
- Las proezas de Esplandián y el valor deshace encantos, 1729
- Amor, ventura y valor logran el triunfo mayor, 1739
- Viento es la dicha de amor, 1743
- Donde hay violencia no hay culpa, 1744
- Vendado amor es, no es ciego, 1744
- Cautelas contra cautelas y el rapto de Ganimedes, 1745
- La colonia de Diana, 1745
- Para obsequio a la deydad, nunca es culto la crueldad. Iphigenia en Tracia, 1747
- No hay perjurio sin castigo, 1747

## Atti sacramentali
- La divina Filotea
- El diablo mudo

## Discografia
- 1996 - Musica de la Corte de España en el siglo XVIII, Orchestra y Coro de RTVE, dir. Grover Wilkins (RTVE Musica 65086)
- 1996 - Viento es la dicha de Amor, Coro Capilla Peñaflorida, Ensemble Baroque de Limoges, dir. Christophe Coin (Valois V4752)
- 1999 - Dos Lamentaciones & Oficios de Difuntos, Estil Concertant (SEdeM 01)
- 2001 - Miserere, Al Ayre Español (Deutsche Harmonia Mundi)
- 2001 - Madrid 1752, Madrid Barroco, dir. Grover Wilkins (Dorian 93237)
- 2003 - 'Arias de Zarzuela barroca, Maria Bayo, Les Talens Lyriques, dir. Christophe Rousset (Astrée E8885)
- 2003 - Stabat Mater y Lamentaciones, Capilla Principe de Viana, dir. Angel Recasens (Clara Vox 5.1846)
- 2005 - La Cantada Española en América (Harmonia Mundi Ibérica 98706)
- 2006 - Arias de Zarzuelas, Al Ayre Español, dir. Eduardo López Banzo (Harmonia Mundi)
- 2006 - Visperas de Confesores, La Grande Chapelle, dir. Angel Recasens (Lauda 004)
- 2009 - Miserere y El diablo mudo, Los Musicos de Su Alteza, dir. Luis Antonio González (Musica Antigua Aranjuez 005)
- 2010 - Amor aumenta el valor, Los Musicos de Su Alteza, dir. Luis Antonio González (Alpha 171)
- 2011 - Esta Dulzura Amable, Cantatas. Al Ayre Español, dir. Eduardo López Banzo (Challenge Classics)
- 2011 - Iphigenia en Tracia, El Concierto Español, dir. Emilio Moreno (Glossa 920311)
- 2011 - Sonatas y Toccatas, Moisès Fernandez Via (Verso 2118)
- 2019 - Requiem, La Madrileña - Coro Victoria - Schola Antiqua, dir. José Antonio Montaño (Pan Classics)